# معتمدية باب البحر
معتمدية باب البحر إحدى معتمديات الجمهورية التونسية، تابعة لولاية تونس.